# Бенково
Бенково је насељено место у саставу града Преграде у Крапинско-загорској жупанији, Хрватска. До територијалне реорганизације у Хрватској налазило се у саставу старе општине Преграда.

## Становништво
На попису становништва 2011. године, Бенково је имало 326 становника.

## Попис1991.
На попису становништва 1991. године, насељено место Бенково је имало 402 становника, следећег националног састава:
| Попис 1991.‍ | Попис 1991.‍ | Попис 1991.‍ | Попис 1991.‍ | Попис 1991.‍ |
| ----------- | ----------- | ----------- | ----------- | ----------- |
|             |             |             |             |             |
| Хрвати      | Хрвати      |             | 400         | 99,50%      |
| Словенци    | Словенци    |             | 2           | 0,49%       |
| укупно: 402 |             |             |             |             |